# José Condé
José Ferreira Condé (Caruaru, 1918 — Río de Janeiro, 27 de septiembre de 1971) fue un periodista y escritor brasileño.
Es autor del cuento Venturas e Desventuras do Caixeiro-Viajante Ezequiel Vanderlei Lins, o seu Quequé para os Íntimos, que narra la historia de un viajante casado com tres mujeres diferentes. Es llevado a los tribunales para responder del delito de poligamia, pero las tres mujeres lo defienden. La TV Globo produjo una miniserie, con el título Rabo de Saia, basada en ese personaje.
Dirigió los diarios Pra Você y O Jaú; trabajó en el Correio da Manhã, la Editora José Olympio y en la Agencia Nacional. Durante muchos años fue cronista social.

## Obras
- Um Ramo para Luísa (1959);
- Terra de Caruaru (romance, 1960);
- Vento do Amanhecer em Macambira (1962);
- Pensão Riso da Noite: Rua das Mágoas (1966);
- Como uma Tarde em Dezembro (1969);
- Tempo Vida Solidão (1971);
- Obras Escolhidas (1978).

- Datos: Q610679